# Logística enxuta
Logística Enxuta, também conhecida como “logística lean”, é a atividade de logística que se baseia no modelo de gestão denominado “Sistema Lean”, filosofia de gestão embrionária do modelo Toyota, que, em essência, visa identificar, em qualquer processo produtivo, as atividades que agregam valor aos clientes (o que eles estão realmente dispostos a pagar) e eliminar os desperdícios (o que eles não estão dispostos a pagar).
Na logística enxuta, todo processo de logística deve ser visto como desperdício. Portanto, a logística enxuta vê a logística como algo que deva ser eliminado ou, no mínimo, minimizado ao extremo possível.
Segundo o livro Léxico Lean, glossário ilustrado para praticantes do Pensamento Lean, editado no Brasil pelo Lean Institute Brasil, um processo típico de logística enxuta deve estabelecer um sistema puxado, com reposição frequente, sempre em pequenos lotes - processo que deve ser estabelecido entre cada uma das empresas e plantas ao longo do fluxo de valor.
De acordo com o Léxico Lean, "suponhamos que a empresa A (um varejista) venda diretamente ao cliente da empresa B (um fabricante), com base em previsões de vendas. A adoção da logística lean envolveria a instalação de um sinal de puxar no varejista, conforme pequenas quantidades de artigos fossem vendidas, instruindo o fabricante a repor exatamente tal quantidade. O fabricante, por sua vez, instruiria seus fornecedores a repor rapidamente a quantidade exata vendida ao varejista, e assim por diante, até o extremo inicial do fluxo de valor."
"A logística lean requer algum tipo de sinal de puxar (EDI, kanban...), algum tipo de dispositivo de nivelamento em cada etapa do fluxo de valor (heijunka), algum tipo de entrega frequente em pequenos lotes (milk runs ligando o varejista a muitos fabricante e cada fabricante a muitos fornecedores) e, muitas vezes, vários cross-dock para a consolidação das cargas nos loops de reposição", resume o livro Léxico Lean.